# Windows Server
A Windows Server a Microsoft Windows NT-re épülő szerveroldali termékeinek összefoglaló neve. A termékvonal első tagja a Windows Server 2003. A cég korábban is adott ki szerveroldali rendszereket (például Windows NT 3.1 Advanced Server vagy Windows 2000 Server).

## Kiadások

### Számozott
A termékvonal elsődleges tagjai (zárójelben a megjelenés hónapjával):
- Windows Server 2003 (2003. április)[2]
- Windows Server 2003 R2 (2005. december)[3]
- Windows Server 2008 (2008. február)[4]
- Windows Server 2008 R2 (2009. október)[5]
- Windows Server 2012 (2012. szeptember)[6]
- Windows Server 2012 R2 (2013. október)[7]
- Windows Server 2016 (2016. október)[8]
- Windows Server 2019 (2018. október)[9]
- Windows Server 2022 (2021. augusztus)[10]

A rendszerek támogatása általában öt éves általános és öt éves kiterjesztett időszakból áll. A kiadások teljes értékű asztali környezetet tartalmaznak; a 2008 R2 verzió óta kisebb tárhelyigényű verziók (Server Core és Nano Server) is elérhetőek. A féléves frissítésektől való elkülönítés érdekében a számozott verziókra általában hosszan támogatottként hivatkoznak.
Korábban a négyévente megjelenő főverziót egy R2 jelű kisebb frissítőcsomag követte; a Server 2019-től kezdve ezt a számozást elhagyták.

### Egyedi elnevezésű
Egyes kiadások egyedi elnevezést kaptak:
- Windows Storage Server (a 2003 és 2016 közötti verziók egy változata)[15][16]
- Windows HPC Server 2008
- Windows HPC Server 2008 R2
- Windows Home Server (a 2003 egy változata)
- Windows Home Server 2011 (a 2008 R2 egy változata)
- Hyper-V Server (a 2008 és 2019 közötti verziók ingyenes kiadása)[17][18]
- Windows MultiPoint Server
- Windows Server Essentials[19][20]
- Windows Essential Business Server 2008[21]
- Azure Stack HCI (a 2019 és azutáni verziók egy kiadása)[22]

### Féléves frissítések
A Server 2016 megjelenését követően a Microsoft kísérletet tett a Windows 10 életciklusának szerveroldali környezetbe való átültetésére (félévente új verzió, amelyet 18 hónapig támogatnak). Ezek a kiadások a szolgáltatás 2021. júliusi megszüntetéséig csak egyes előfizetéses platformok (például Azure Marketplace) keretében voltak elérhetőek.
Ezek a verziók asztali környezetet nem tartalmaznak, és csak Nano Server (Docker-konténerben futtatva), valamint Server Core (a konténer gazdagépeként futva) változatokban érhetők el.
Az alábbi féléves kiadások jelentek meg:
- Windows Server 1709
- Windows Server 1803
- Windows Server 1809
- Windows Server 1903
- Windows Server 1909
- Windows Server 2004
- Windows Server 20H2

## Fordítás
- Ez a szócikk részben vagy egészben  a   Windows Server című angol Wikipédia-szócikk ezen változatának fordításán alapul.  Az eredeti cikk szerkesztőit annak laptörténete sorolja fel. Ez a jelzés csupán a megfogalmazás eredetét és a szerzői jogokat jelzi, nem szolgál a cikkben szereplő információk forrásmegjelöléseként.